# Canal Uchusuma
Canal Uchusuma är en kanal i Chile.   Den ligger i regionen Región de Tarapacá, i den norra delen av landet, 1 700 km norr om huvudstaden Santiago de Chile.
Omgivningarna runt Canal Uchusuma är i huvudsak ett öppet busklandskap. Trakten runt Canal Uchusuma är nära nog obefolkad, med mindre än två invånare per kvadratkilometer.